# Contea di Suning
La contea di Suning (肃宁县S, Sùníng XiànP) è una contea della Cina, situata nella provincia di Hebei e amministrata dalla prefettura di Cangzhou.